# Ik mis je (DuoNL)
Ik mis je is een single van het Nederlandse duo DuoNL.

## Tracklist

### Cd-single
- Ik mis je - 3:10

## Hitnotering

### NederlandseSingle Top 100
| Hitnotering: 27-10-2012 t/m | Hitnotering: 27-10-2012 t/m | Hitnotering: 27-10-2012 t/m | Hitnotering: 27-10-2012 t/m | Hitnotering: 27-10-2012 t/m | Hitnotering: 27-10-2012 t/m | Hitnotering: 27-10-2012 t/m | Hitnotering: 27-10-2012 t/m | Hitnotering: 27-10-2012 t/m | Hitnotering: 27-10-2012 t/m | Hitnotering: 27-10-2012 t/m | Hitnotering: 27-10-2012 t/m | Hitnotering: 27-10-2012 t/m | Hitnotering: 27-10-2012 t/m | Hitnotering: 27-10-2012 t/m | Hitnotering: 27-10-2012 t/m | Hitnotering: 27-10-2012 t/m | Hitnotering: 27-10-2012 t/m | Hitnotering: 27-10-2012 t/m | Hitnotering: 27-10-2012 t/m | Hitnotering: 27-10-2012 t/m |
| Week:                       | 1                           | 2                           | 3                           | 4                           | 5                           | 6                           | 7                           | 8                           | 9                           | 10                          | 11                          | 12                          | 13                          | 14                          | 15                          | 16                          | 17                          | 18                          | 19                          | 20                          |
| --------------------------- | --------------------------- | --------------------------- | --------------------------- | --------------------------- | --------------------------- | --------------------------- | --------------------------- | --------------------------- | --------------------------- | --------------------------- | --------------------------- | --------------------------- | --------------------------- | --------------------------- | --------------------------- | --------------------------- | --------------------------- | --------------------------- | --------------------------- | --------------------------- |
| Positie:                    | 78                          | 85                          | 82                          | 86                          |                             |                             |                             |                             |                             |                             |                             |                             |                             |                             |                             |                             |                             |                             |                             |                             |